# Lubnicki Młyn
Lubnicki Młyn – zniesiona część wsi Lubnica w Polsce położona w województwie wielkopolskim, w powiecie złotowskim, w gminie Okonek
Miejscowość znajdowała się w pobliżu rzeki Gwdy.
Nazwa istniała do 2006 roku, miejscowość wcielona do wsi Lubnica, nazwa zniesiona.
W latach 1975–1998 miejscowość administracyjnie należała do województwa pilskiego.